# Palapa

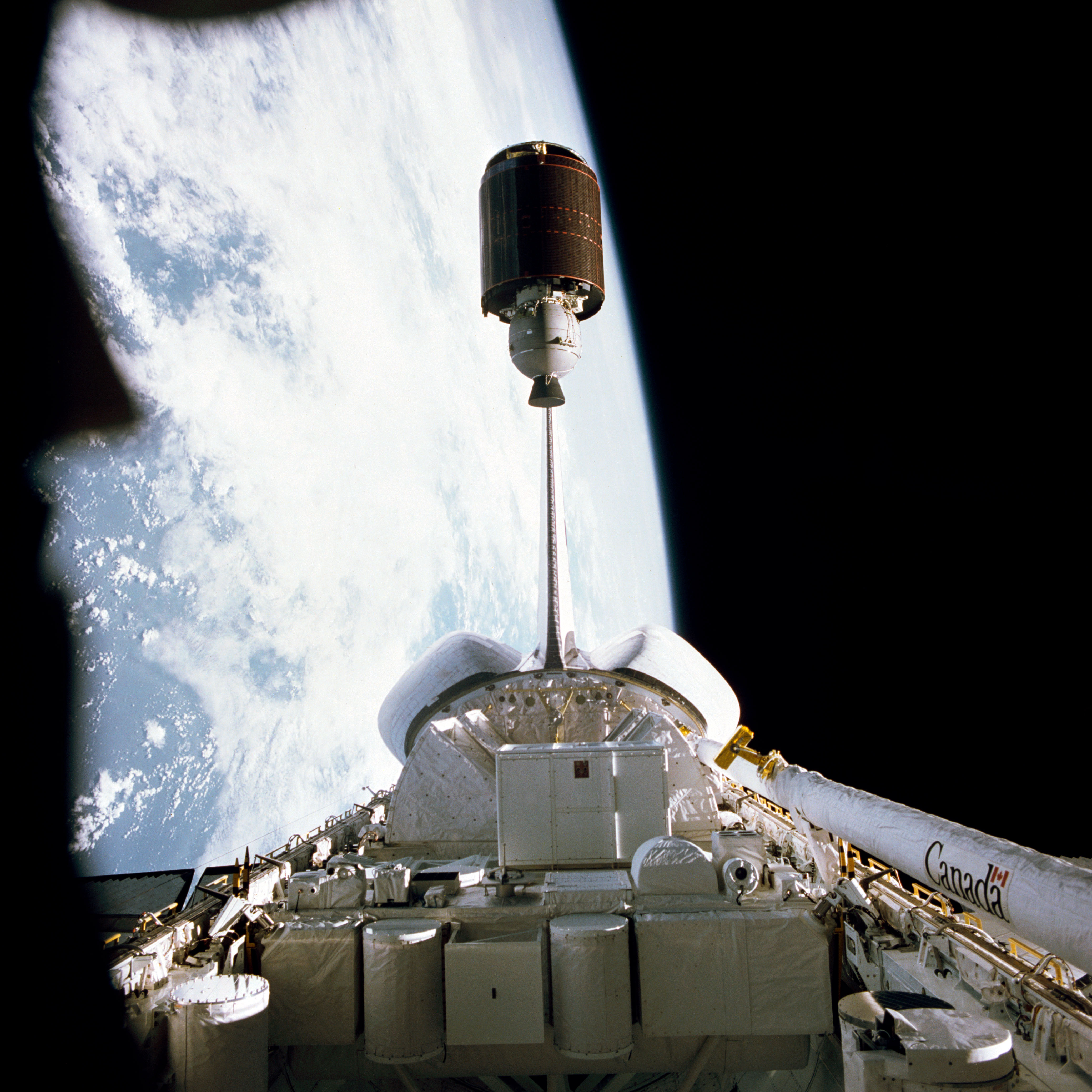
Déploiement du Palaba B1 lors de la mission STS-7 le 20 juin 1983.

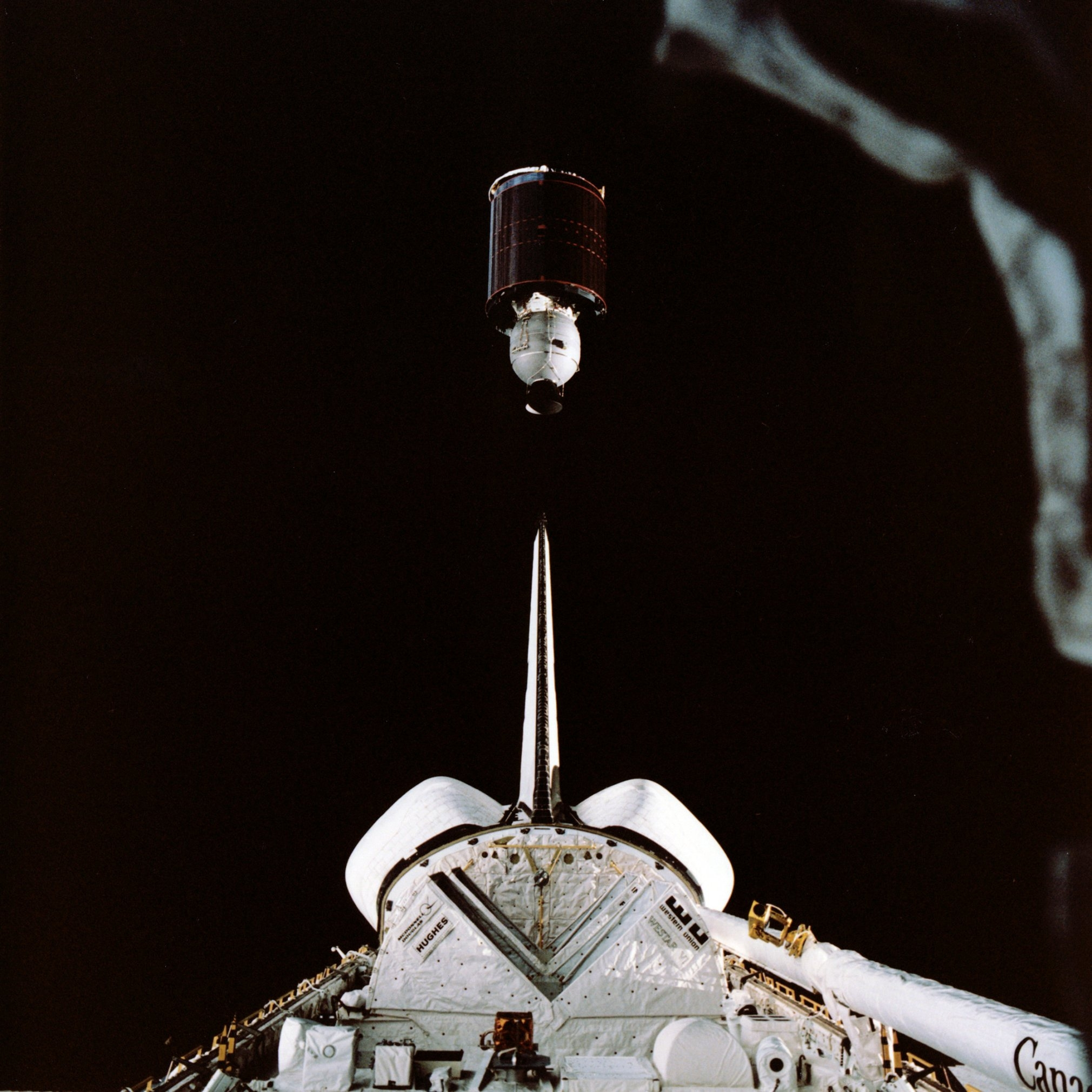
Déploiement du Palaba B2 lors de la mission STS-41-B en février 1984.

Palapa est le nom d'une série de satellites géostationnaires de télécommunications intérieures indonésiens construits à l'origine par Hughes Space and Communications Company repris depuis 2000 par Boeing Satellite Development Center. Leur propriétaire est, depuis sa fondation par le gouvernement indonésien en 1991, la société semi-privatisée PT Telkom.

## Origine du nom
Pour un article plus général, voir Nusantarien.
Le nom "Palapa" vient d'un serment que prête Gajah Mada, premier ministre du royaume javanais de Majapahit au XIVe siècle, tel que raconté dans le Pararaton, un texte écrit en kawi, sans doute au XVIe siècle. Gajah Mada y jure qu'il ne goûtera pas le palapa tant qu'il n'aura pas soumis les Nusantara ou "îles de l'extérieur" (c'est-à-dire l'archipel indonésien en dehors de Java) sous la couronne de Majapahit.

## Historique

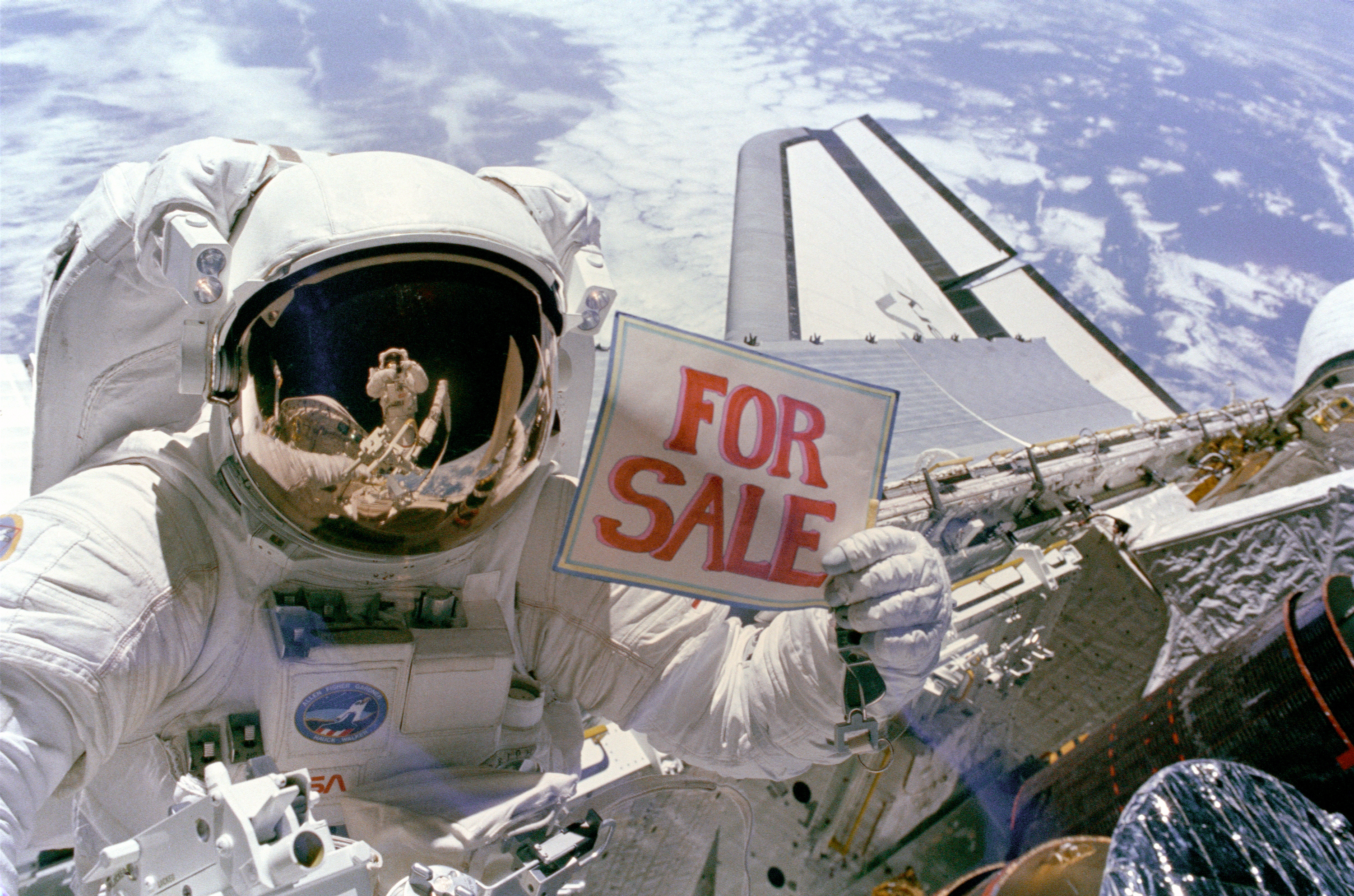
L'astronaute Dale A. Gardner avec un panneau « À vendre » lors du sauvetage des deux satellites en 1984.

Le programme Palata a démarré en 1975 quand le gouvernement indonésien souhaita un réseau de communications satellitaire pour couvrir les besoins de l'archipel et entreprit des négociations avec Hughes Space and Communications Company.
Le premier satellite a été lancé le 8 juillet 1976 par une fusée américaine et mis à poste par 83° de longitude est, au-dessus de l’océan Indien. C'est le premier de deux satellites de type HS-333 d'une masse de 574 kg semblable aux premiers satellites Anik et Westar construit pour les communications intérieures au Canada et aux États-Unis.
Palapa B2, lancé le 3 février 1984 par la navette spatiale Challenger lors de la mission STS-41 B, en même temps que Westar 6, ne put, comme ce dernier, atteindre l’orbite géostationnaire, par suite d’une défaillance de son moteur. Les deux satellites furent récupérés en orbite basse le 12 novembre 1984 et ramenés au sol par la navette spatiale Discovery. Après sa remise en état, Palapa B2 a été relancé par une fusée Delta II le 13 avril 1990.
Palapa-D a été commandé le 29 juin 2007 par la société indonésienne PT Indosat Tbk (en), à Thales Alenia Space. C'est un Spacebus 4000B3 qui est réalisé dans l'établissement de Cannes. Lancé le 31 août 2009 par une fusée Longue Marche 3B depuis le centre de lancement de satellites de XiChang, celui-ci n'a pas atteint l'apogée prévu de 50 000 km et à une orbite comprise entre 200 et 21 000 km.
Le Palapa-N1 qui devait remplacer le Palapa-D est perdu le 9 avril 2020 lors de l'échec du troisième étage d'une Longue Marche 3B à se mettre en orbite.

## Liste des satellites
| Nom        | Constructeur | Type de satellite | Départ           | Fin de vie    | Lanceur                     | Position | Notes |
| ---------- | ------------ | ----------------- | ---------------- | ------------- | --------------------------- | -------- | --- |
| PALAPA A1  | Hughes       | HS-333            | 8 juillet 1976   | Juillet 1985  | Delta-2914                  | 77° Est  | Le satellite, de forme cylindrique, avait une masse nominale de 574 kg, pour un poids utile de 293 kg. Haut de 3,7 m et large de 1,9 m, ses douze transpondeurs avaient chacun une bande passante de 36 MHz, pour une durée de vie estimée initialement à sept ans. Son lancement eut lieu depuis la rampe 17A de Cap Canaveral. |
| PALAPA A2  | Hughes       | HS-333            | 3 mars 1977      | Janvier 1988  | Delta-2914                  | 83° Est  | Le satellite, de forme cylindrique, avait une masse nominale de 574 kg, pour un poids utile de 293 kg. Haut de 3,7 m et large de 1,9 m, ses douze transpondeurs avaient chacun une bande passante de 36 MHz, pour une durée de vie estimée initialement à sept ans. Son lancement eut lieu depuis la rampe 17A de Cap Canaveral. |
| PALAPA B1  | Hughes       | HS-376            | 24 juin 1983     | 1990          | Navette spatiale Challenger | 83° Est  | Le satellite, de forme cylindrique, avait une masse nominale de 1 200 kg, pour un poids utile de 650 kg. Haut de 6,7 m et large de 2,16 m, ses vingt-quatre transpondeurs avaient chacun une bande passante de 36 MHz, pour une durée de vie estimée initialement à sept ans. Son lancement eut lieu depuis le Centre spatial Kennedy lors de la mission STS-7. Ce satellite fut également appelé Palapa Pacific 1.                                                                                                |
| PALAPA B2  | Hughes       | HS-376            | 3 février 1984   | ?             | Navette spatiale Challenger | 83° Est  | Le satellite, de forme cylindrique, avait une masse nominale de 1 200 kg, pour un poids utile de 650 kg. Haut de 6,7 m et large de 2,16 m, ses vingt-quatre transpondeurs avaient chacun une bande passante de 36 MHz, pour une durée de vie estimée initialement à sept ans. Son lancement eut lieu depuis le Centre spatial Kennedy lors de la mission STS-41-B. Ce vol n'ayant pas atteint la bonne orbite, le satellite fut récupéré par la mission STS-51-A puis relancé plus tard sous le nom de PALAPA-B2R. |
| PALAPA B2P | Hughes       | HS-376            | 20 mars 1987     | février 1996  | Delta-3920 PAM-D            | 83° Est  | Le satellite, de forme cylindrique, avait une masse nominale de 1 200 kg, pour un poids utile de 650 kg. Haut de 6,7 m et large de 2,16 m, ses vingt-quatre transpondeurs avaient chacun une bande passante de 36 MHz, pour une durée de vie estimée initialement à sept ans. Son lancement eut lieu depuis la rampe 17B de Cap Canaveral. Le satellite porte à ce jour le nom d'Agila 1. |
| PALAPA B2R | Hughes       | HS-376            | 13 avril 1990    | 2000          | Delta-6925-8                | 83° Est  | Prévu comme devant être PALAPA B3, le satellite de forme cylindrique avait une masse nominale de 1 200 kg, pour un poids utile de 650 kg. Haut de 6,7 m et large de 2,16 m, ses vingt-quatre transpondeurs avaient chacun une bande passante de 36 MHz, pour une durée de vie estimée initialement à sept ans. Son lancement eut lieu depuis la rampe 17C de Cap Canaveral. Le satellite porte à ce jour le nom de NewSat 1.                                                                                       |
| PALAPA B4  | Hughes       | HS-376            | 13 mai 1992      | 2005          | Delta-7925-8                | 83° Est  | Le satellite, de forme cylindrique, avait une masse nominale de 1 200 kg, pour un poids utile de 650 kg. Haut de 6,7 m et large de 2,16 m, ses vingt-quatre transpondeurs avaient chacun une bande passante de 36 MHz, pour une durée de vie estimée initialement à sept ans. Son lancement eut lieu depuis la rampe 17B de Cap Canaveral. |
| PALAPA C1  | Hughes       | HS-601            | 1er février 1996 | 1999          | Atlas-2AS                   | 83° Est  | Le satellite fut lancé de la rampe 36B de Cap Canaveral. Avec sa masse nominale de l'ordre de 3 tonnes pour une masse utile de 1 775 kg, le satellite eut des problèmes de batterie et fut considéré comme perdu. Comme il se trouve être en majeure partie en état de fonctionner mais que la charge de sa batterie ne permet de l'employer que quelques heures durant, il reste néanmoins répertorié, sous les noms successifs de HGS 3, Anatolia 1 puis Paksat 1.                                               |
| PALAPA C2  | Hughes       | HS-601            | 16 mai 1996      | Prévu en 2011 | Ariane 44L                  | 83° Est  | Son lancement eut lieu depuis la rampe ELA-2 du Centre spatial guyanais. Le satellite est équipé de trente-six transpondeurs. |
| PALAPA D1  | Thales       | Spacebus-4000     | 31 août 2009     | Prévu en 2024 | CZ-3B                       |          | PALAPA D1 emporte trente-cinq transpondeurs fonctionnant en bande C (ondes intermédiaires, entre 4 et 8 GHz) et cinq en bande Ku (ondes courtes, 12 à 18 GHz). Sa masse initiale est de l'ordre de 4,1 tonnes pour une puissance de 6 kW. Du fait de problèmes de fonctionnement de la fusée qui l'emmenait, il a été mis sur une orbite trop basse. |